# Guilford (Vermont)
Guilford – miasto w Stanach Zjednoczonych, w stanie Vermont, w hrabstwie Windham.